# Scandinavian Airlines System

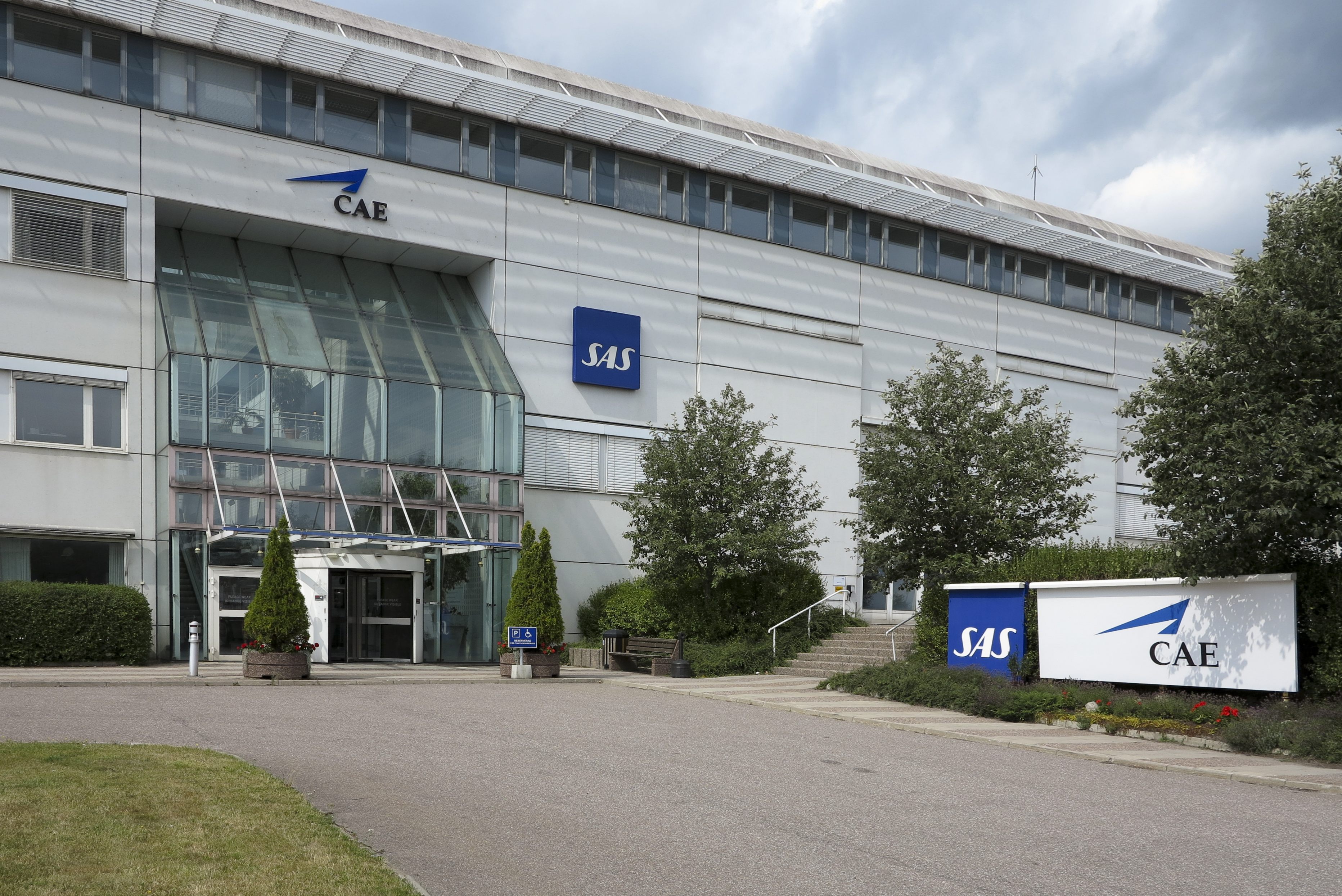
Seu de Scandinavian Airlines

Scandinavian Airlines System (IATA: SK, OACI: SAS, i Callsign: Scandinavian), és una aerolínia multinacional coneguda com a SAS AB, establerta a Estocolm, Suècia, i que opera a Noruega, Dinamarca i Suècia. És membre fundador de l'aliança d'aerolínies Star Alliance.

## Destinacions
SAS opera en les següents destinacions (gener de 2005): 
- Destinacions regionals a Dinamarca: Billund, Bornholm, Copenhaguen (Kastrup), Karup, S, Aalborg i Århus (Tirstrup).
- Destinacions regionals a Noruega: Alta, Bardufoss, Bergen (Flesland), Bod, F, Harstad-Narvik (Evenes), Haugesund, Kirkenes (H), Kristiansand (Kjevik), Kristiansund (Kvernberget), Longyearbyen, Motlle (År), Oslo (Gardermoen), R, Sandane, Sogndal, Stavanger (Sola), Troms (Langnes), Trondheim (Værnes), Ørsta-Volda i Ålesund (Vigra).
- Destinacions regionals a Suècia: Estocolm (Arlanda), Helsingborg (Angelholm), Göteborg (Landvetter), Kalmar, Kiruna, Luleå, Malmö (Sturup), Örnsköldsvik, Östersund (Frösön), Ronneby, Skellefteå, Sundsvall, Umeå i Växjö.
- Destinacions internacionals: Aalborg, Aalesund, Aarhus, Aberdeen, Alacant, Alta, Amsterdam, Principat d'Astúries, Atenes, Bangkok, Barcelona, Bardufoss, Beirut, Bergen, Berlín, Bilbao, Billund, Birmingham, Bodo, Bolonya, Brussel·les, Budapest, El Caire, Chicago, Copenhaguen, Cracovia, Dublín, Düsseldorf, Edimburg, Frankfurt del Main, Gdańsk, Gènova, Hamburg, Hannover, Harstad-Narvik, Haugesund, Hèlsinki, Istanbul, Kirkenes, Kristiansand, Kristiansund, Las Palmas, Lisboa, Londres, Longyearbyen, Madrid, Màlaga, Manchester, Milà, Motlle, Moscou, Múnic, Nova York, Niça, Oslo, Palma, París, Pequín, Poznań, Praga, Pristina, Roma, Santiago de Compostel·la, Sarajevo, Seattle, Shanghai, Singapur, Sant Petersburg, Stavanger, Stuttgart, Tallinn, Tenerife, Tòquio, Troms, Trondheim, Turku, Venècia, Varsòvia, Viena, Vílnius, Zagreb i Zúric.

## Flota
La flota de SAS consta dels següents avions (desembre de 2018): 
| Model d'avió    | Nombre d'avions en flota | Avions encarregats | Nombre de seients | Notes                                    |
| --------------- | ------------------------ | ------------------ | ----------------- | ---------------------------------------- |
| Airbus A319     | 4                        | 0                  | 150               |                                          |
| Airbus A320     | 11                       | 0                  | 168               |                                          |
| Airbus A320NEO  | 15                       | 50                 | 180               |                                          |
| Airbus A321     | 8                        | 0                  | 200               |                                          |
| Airbus A330-300 | 8                        | 0                  | 266               |                                          |
| Airbus A340-300 | 8                        | 0                  | 245               |                                          |
| Airbus A350     | 0                        | 8                  | -                 | S'entregaran entre els anys 2019 i 2021. |
| Boeing 737-600  | 9                        | 0                  | 123               |                                          |
| Boeing 737-700  | 27                       | 0                  | 141               |                                          |
| Boeing 737-800  | 29                       | 0                  | 183               |                                          |
| CRJ900          | 24                       | 0                  | 90                |                                          |